# Алланд
Алланд (нем. Alland) — ярмарочная коммуна (нем. Marktgemeinde) в Австрии, в федеральной земле Нижняя Австрия.
Входит в состав округа Баден.  Население составляет около 2,6 тысяч человек. Занимает площадь 68,71 км². Официальный код  —  3 06 01.

## Фотографии

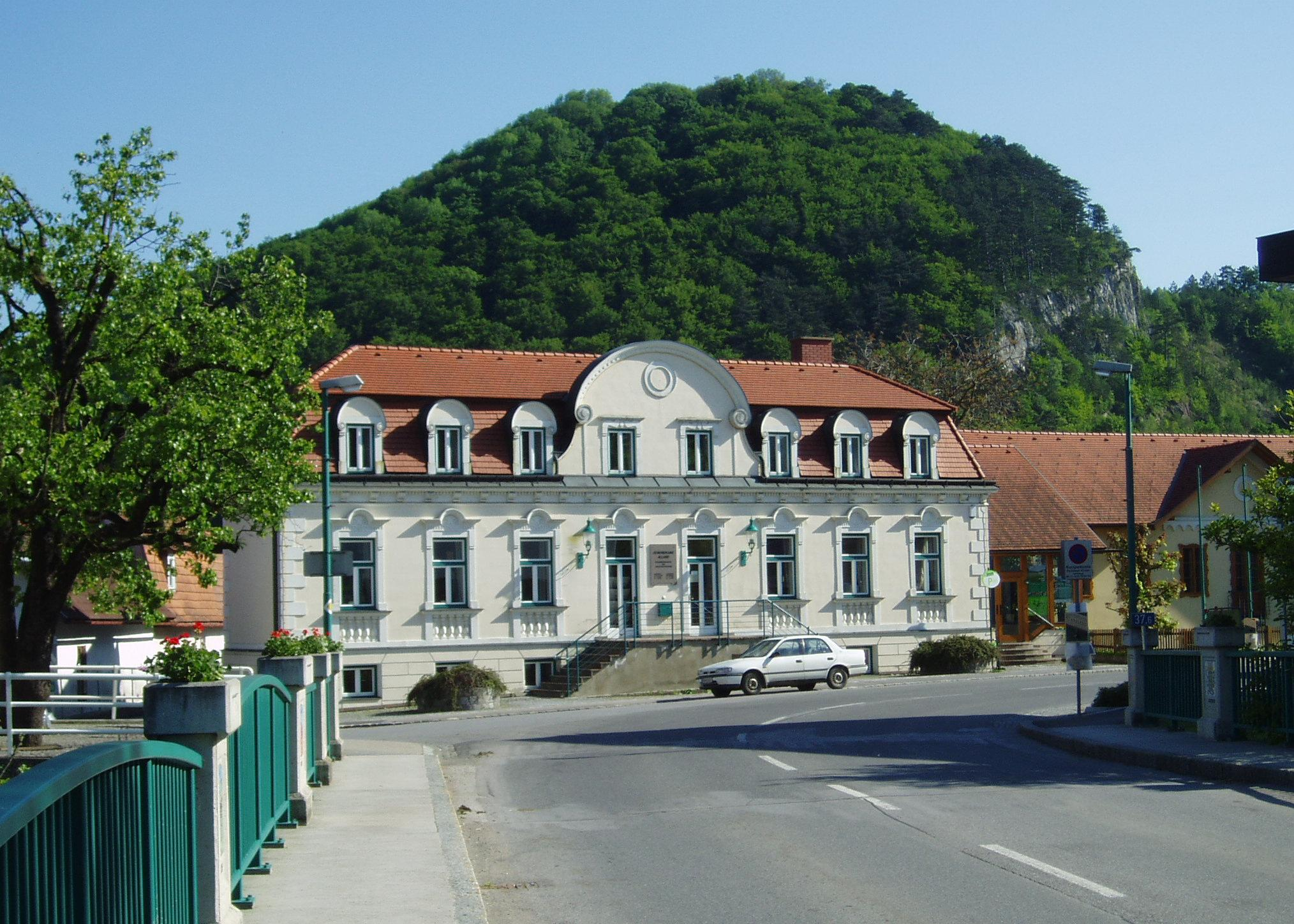
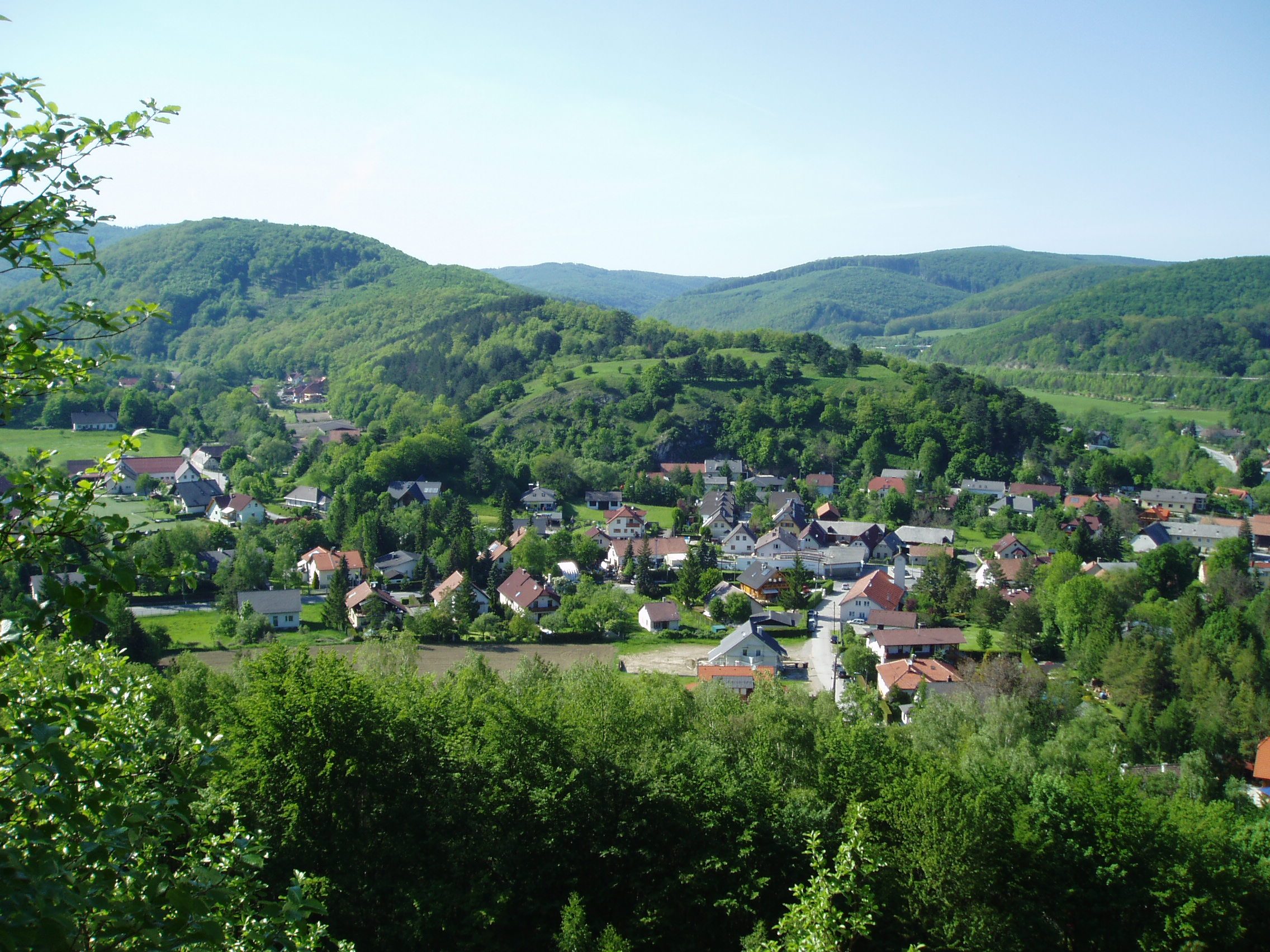
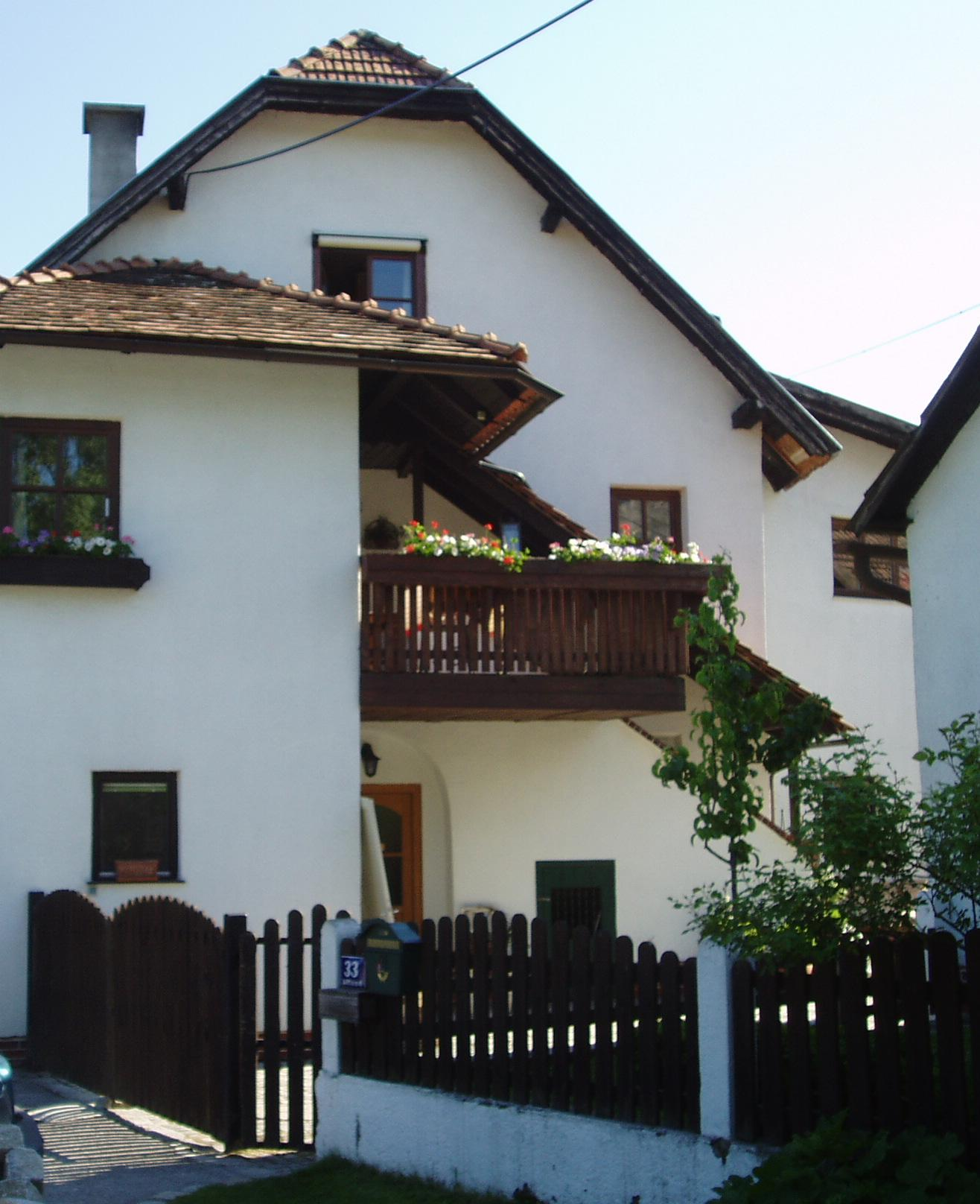
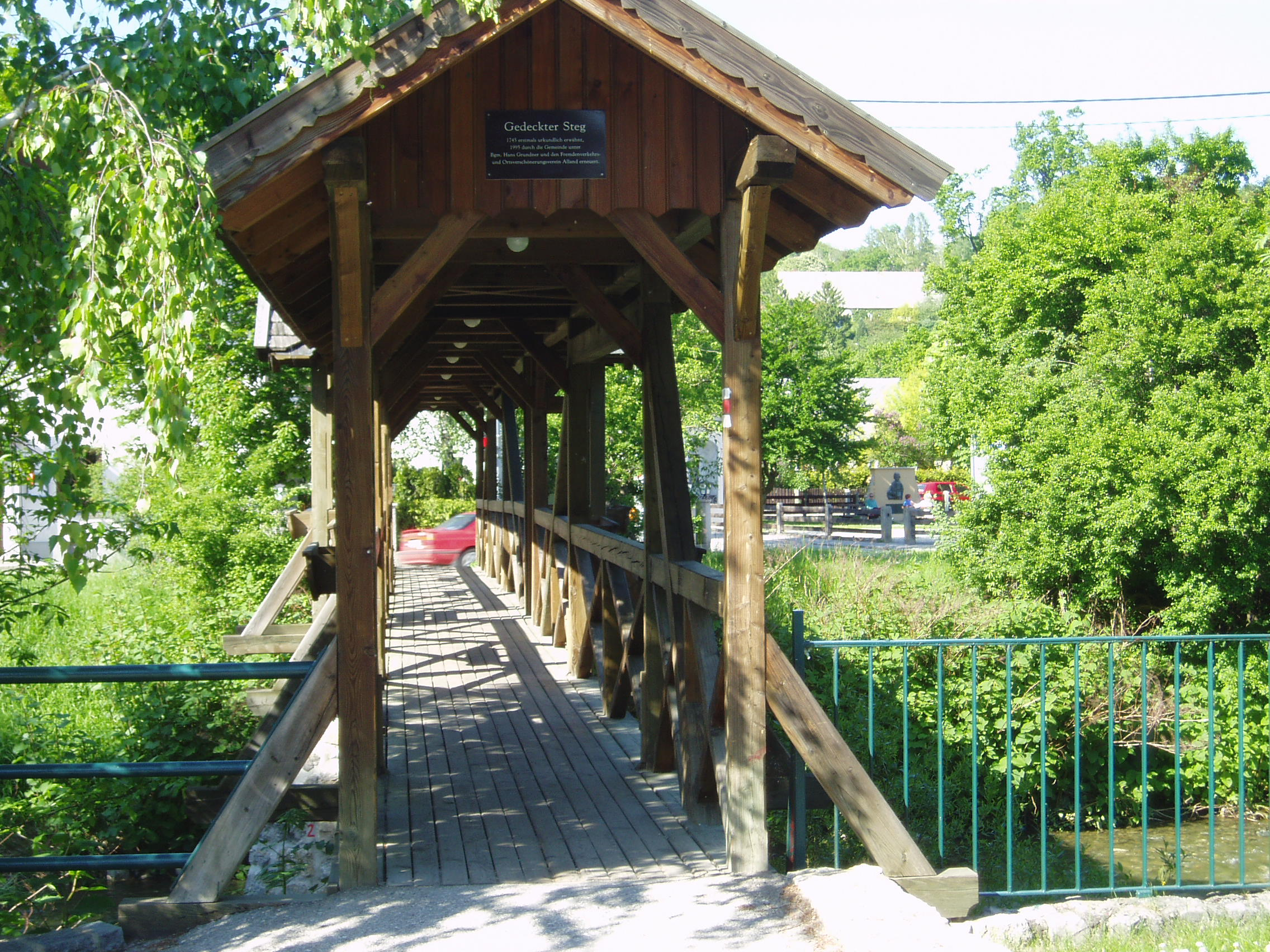
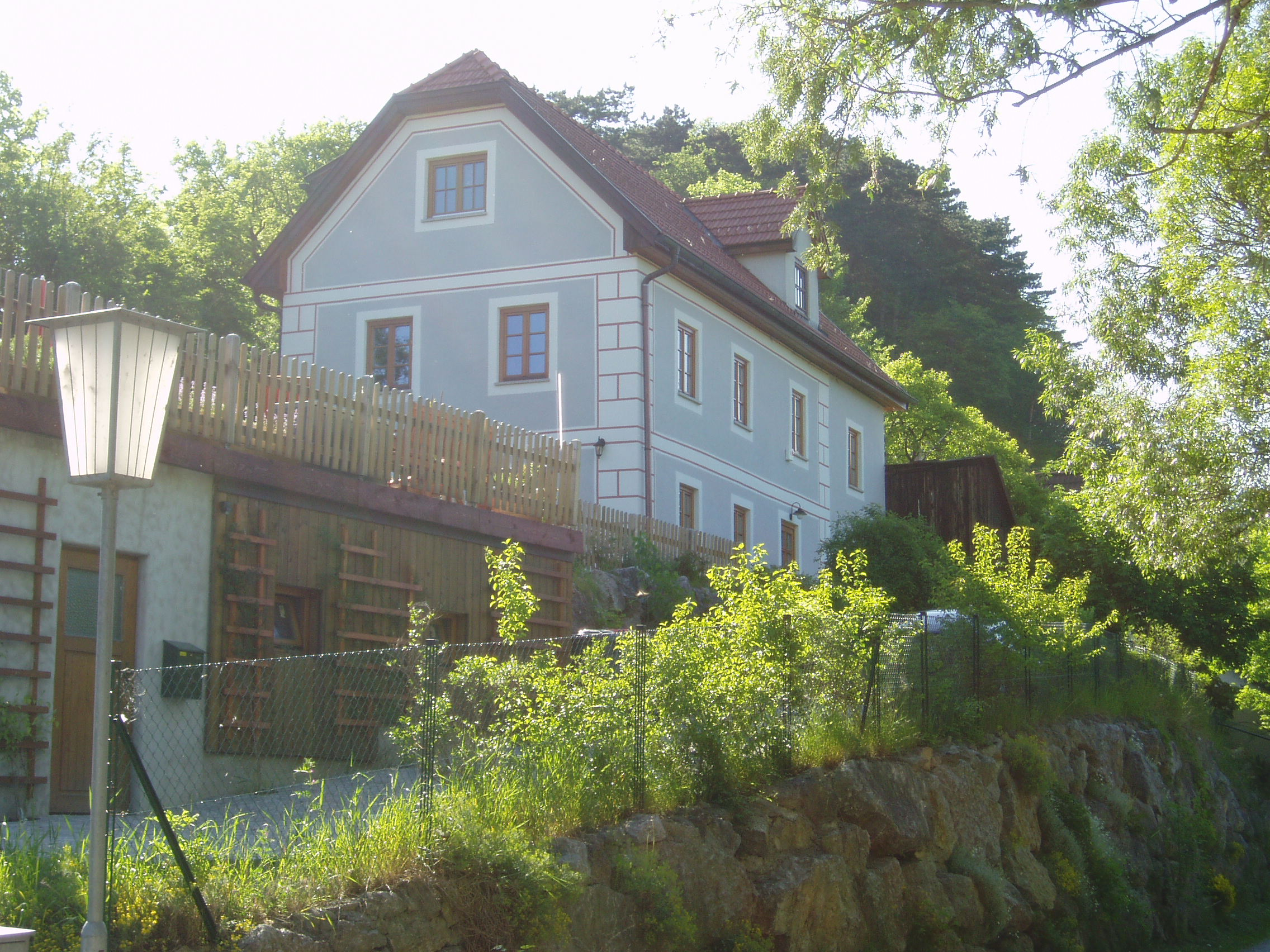
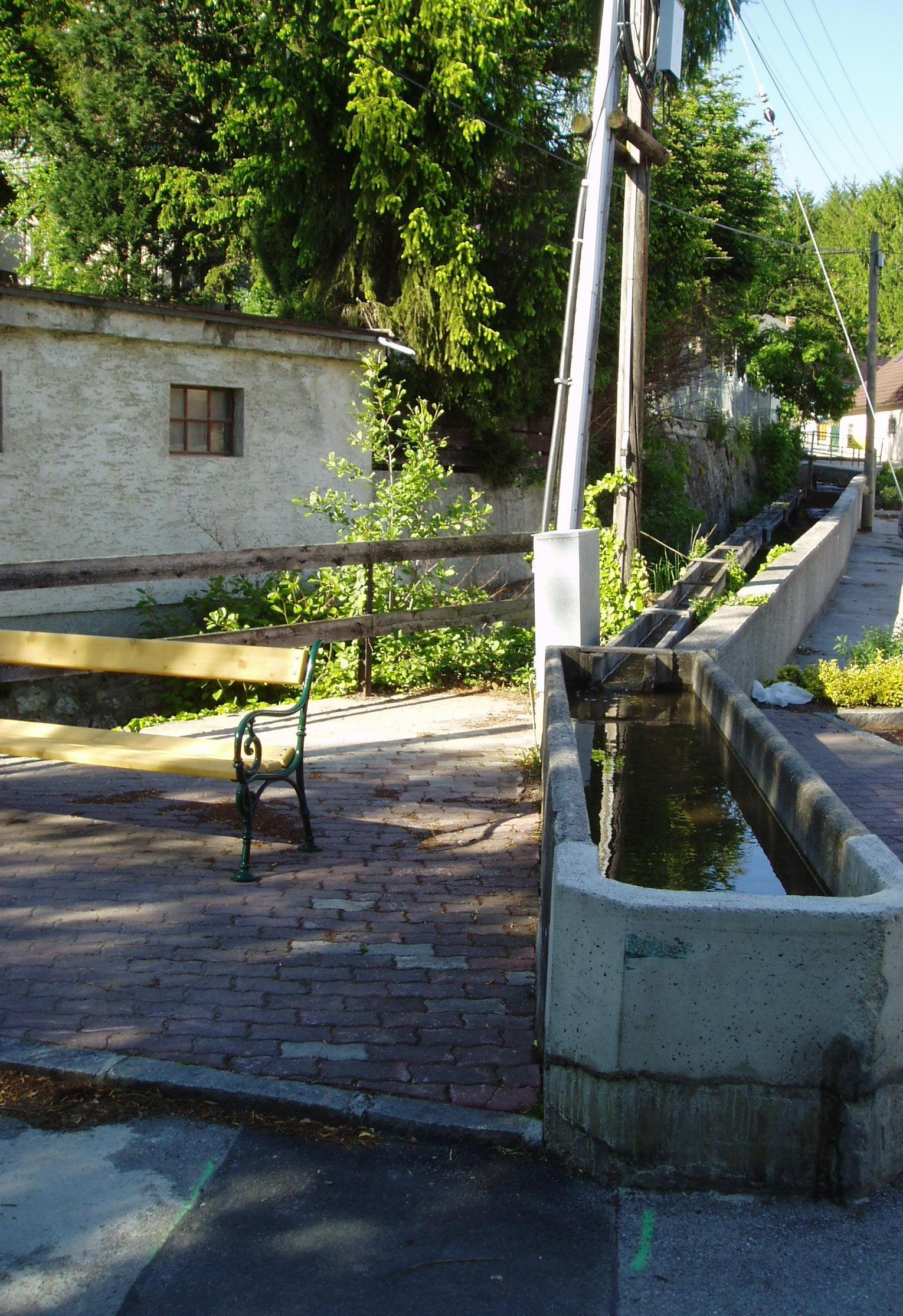
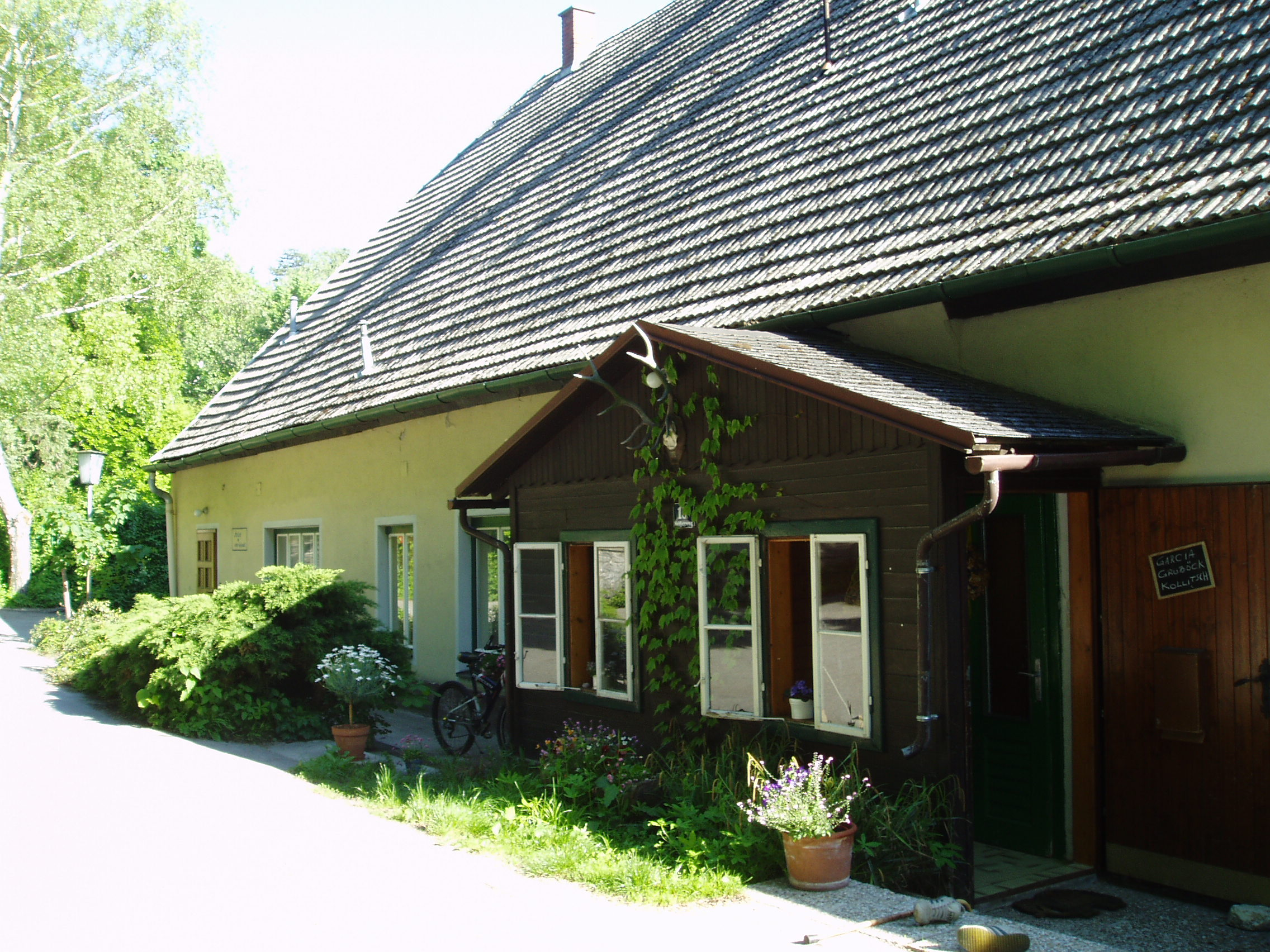
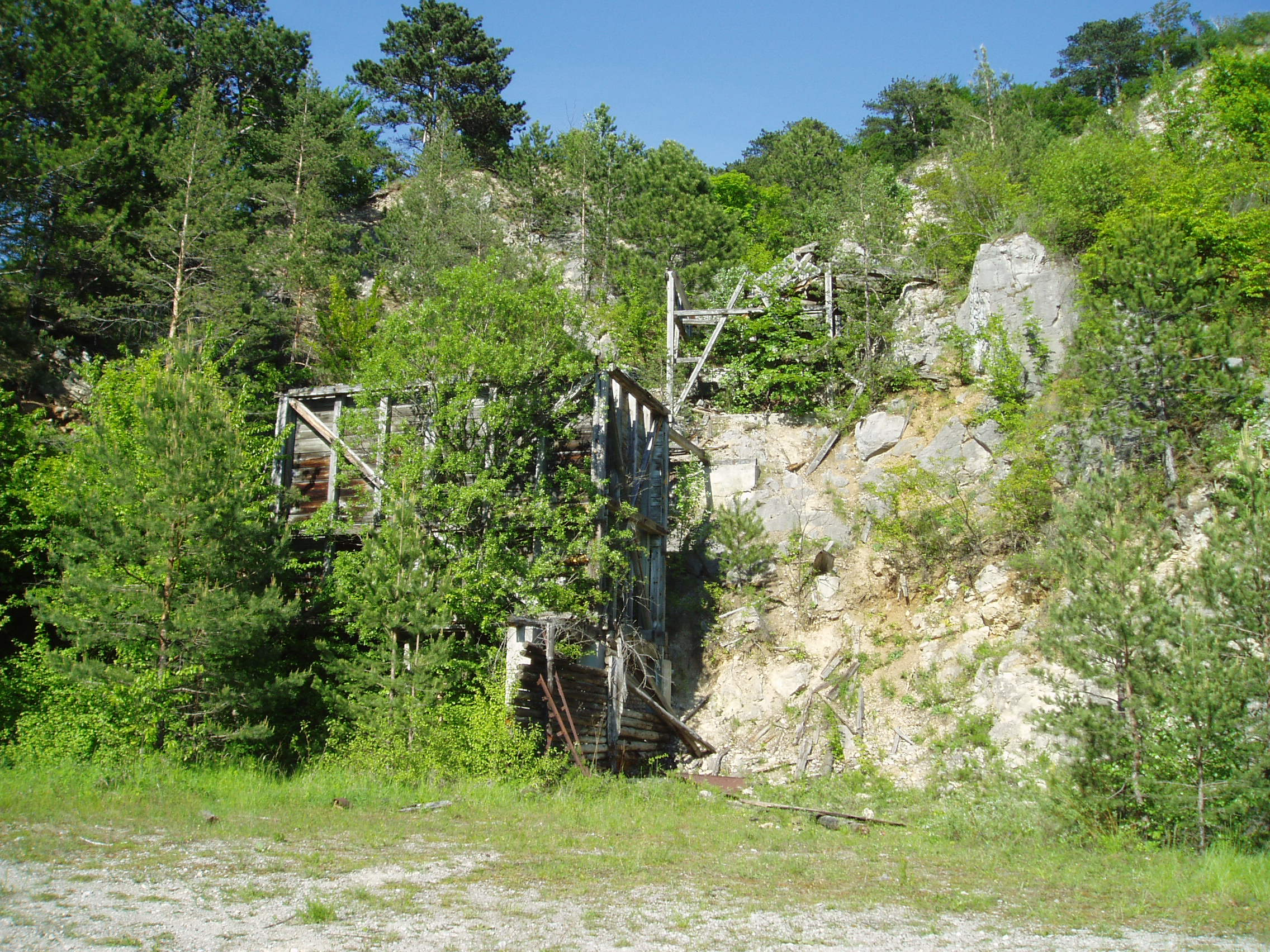
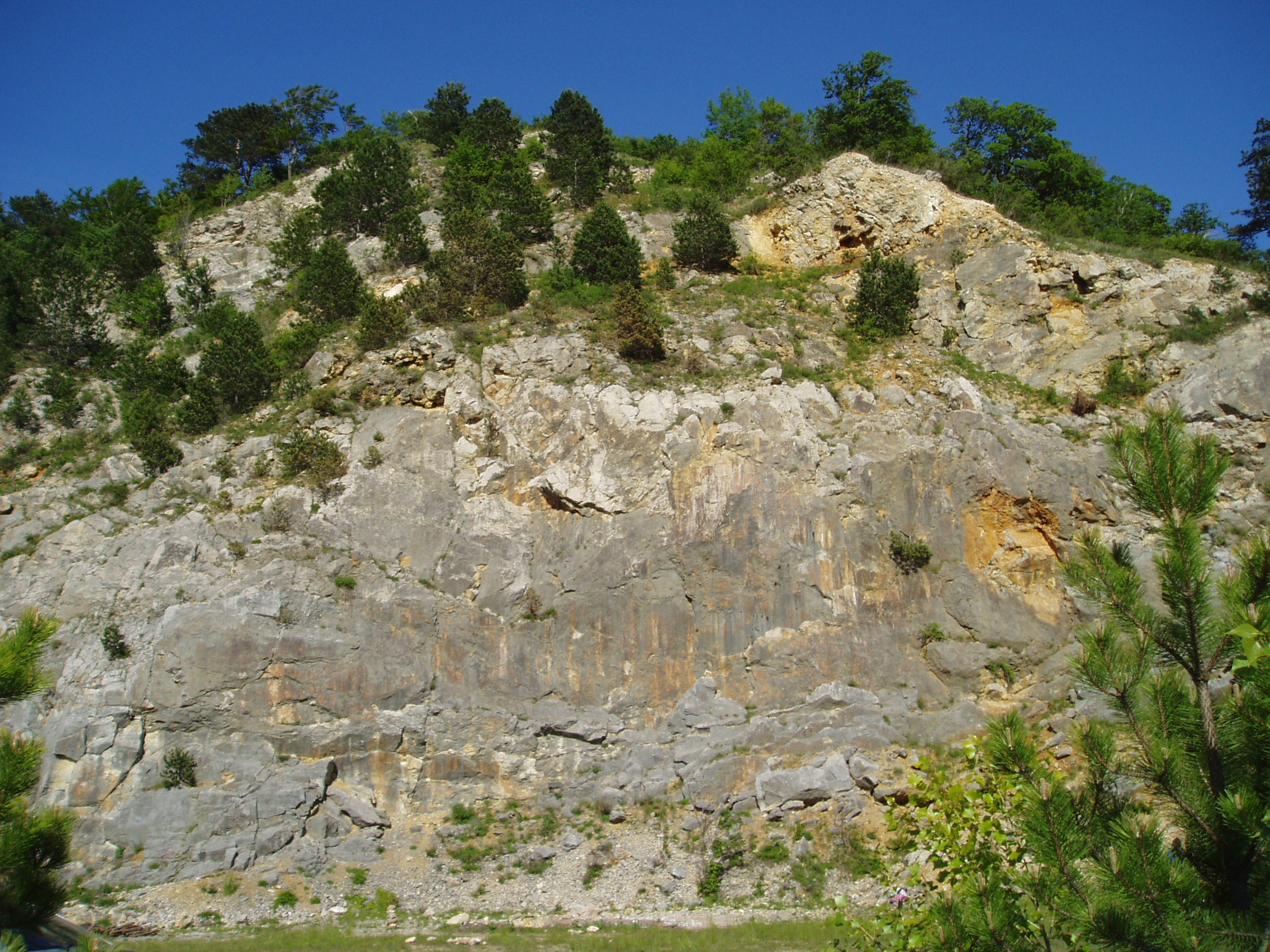
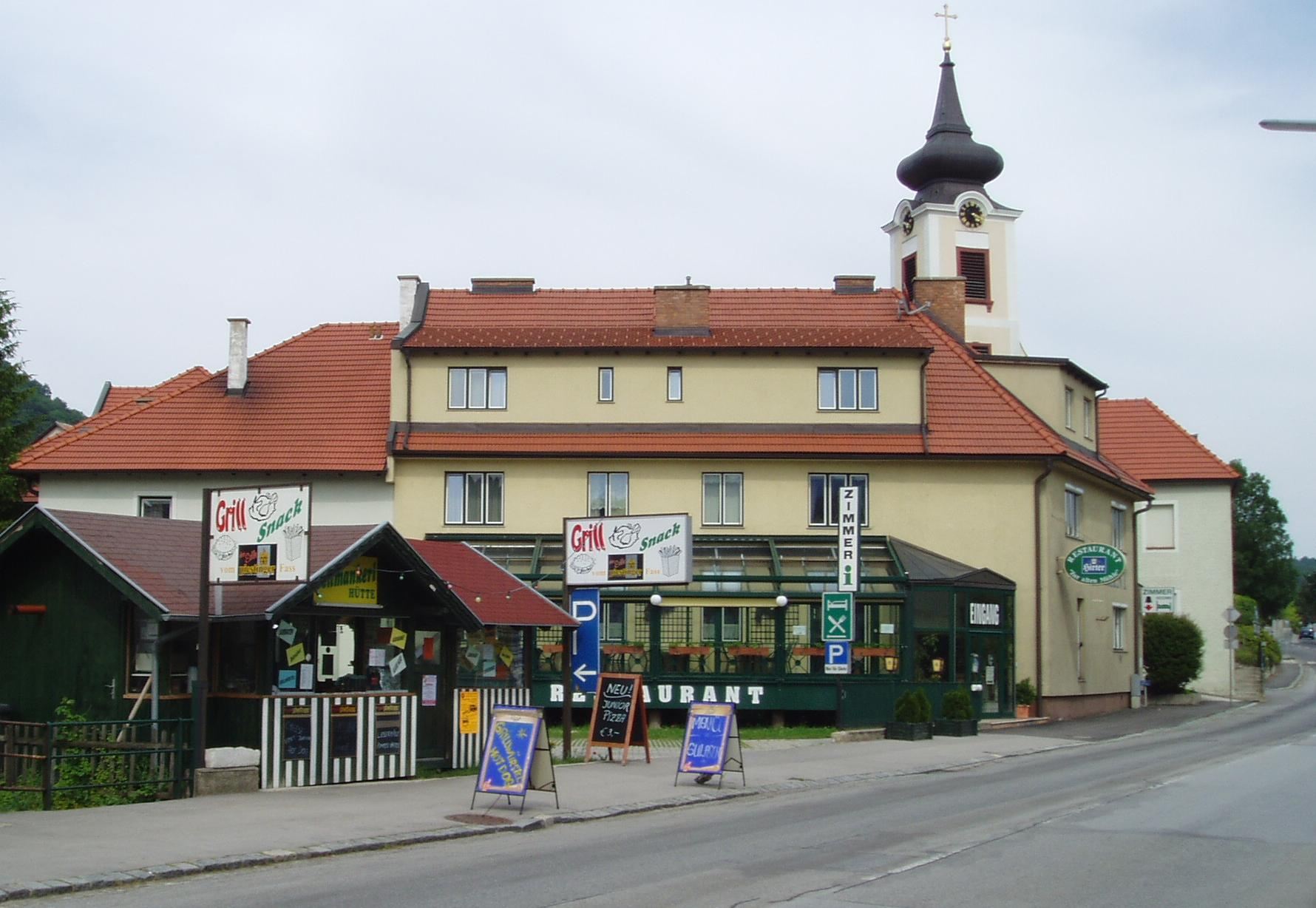
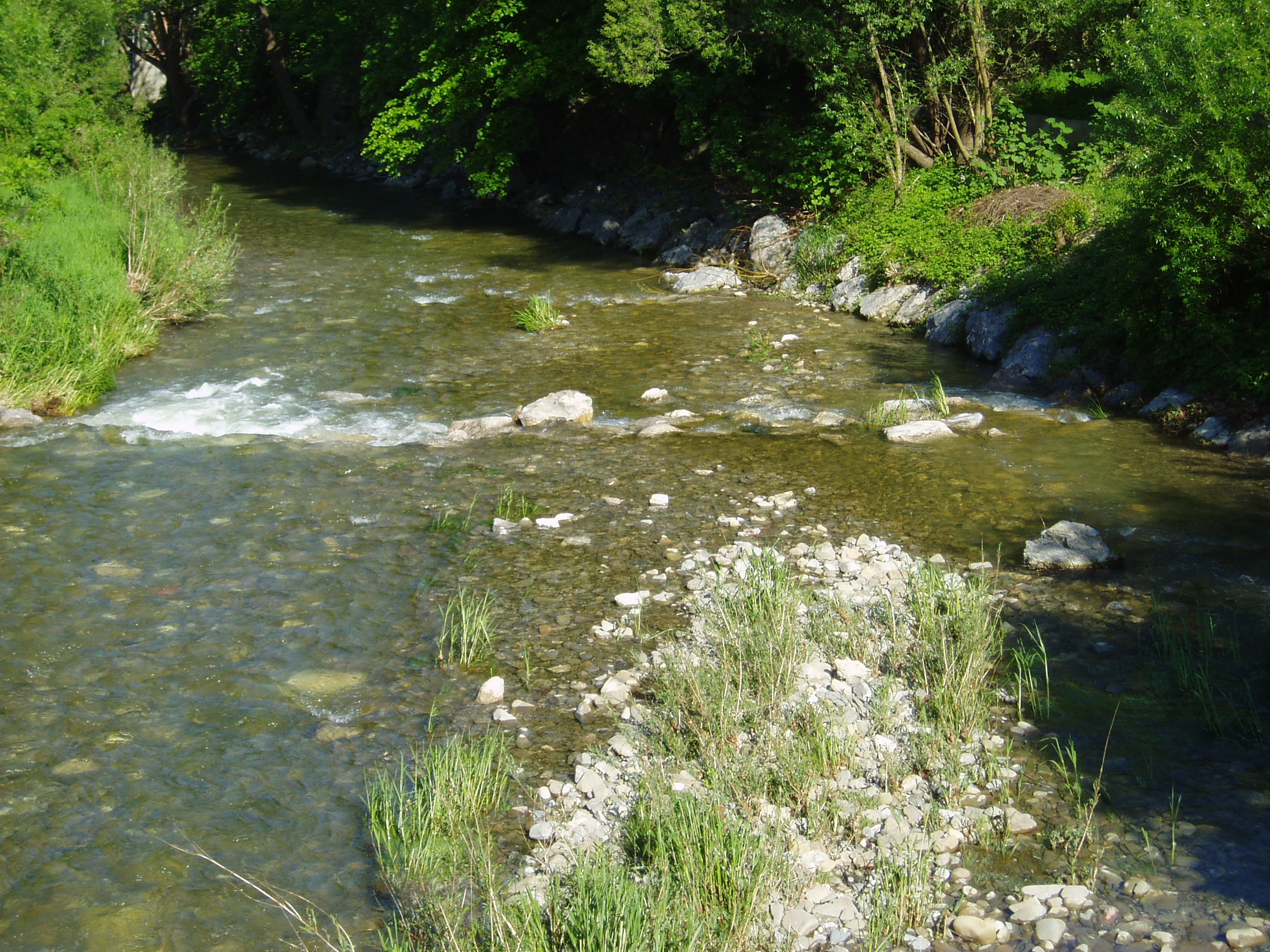
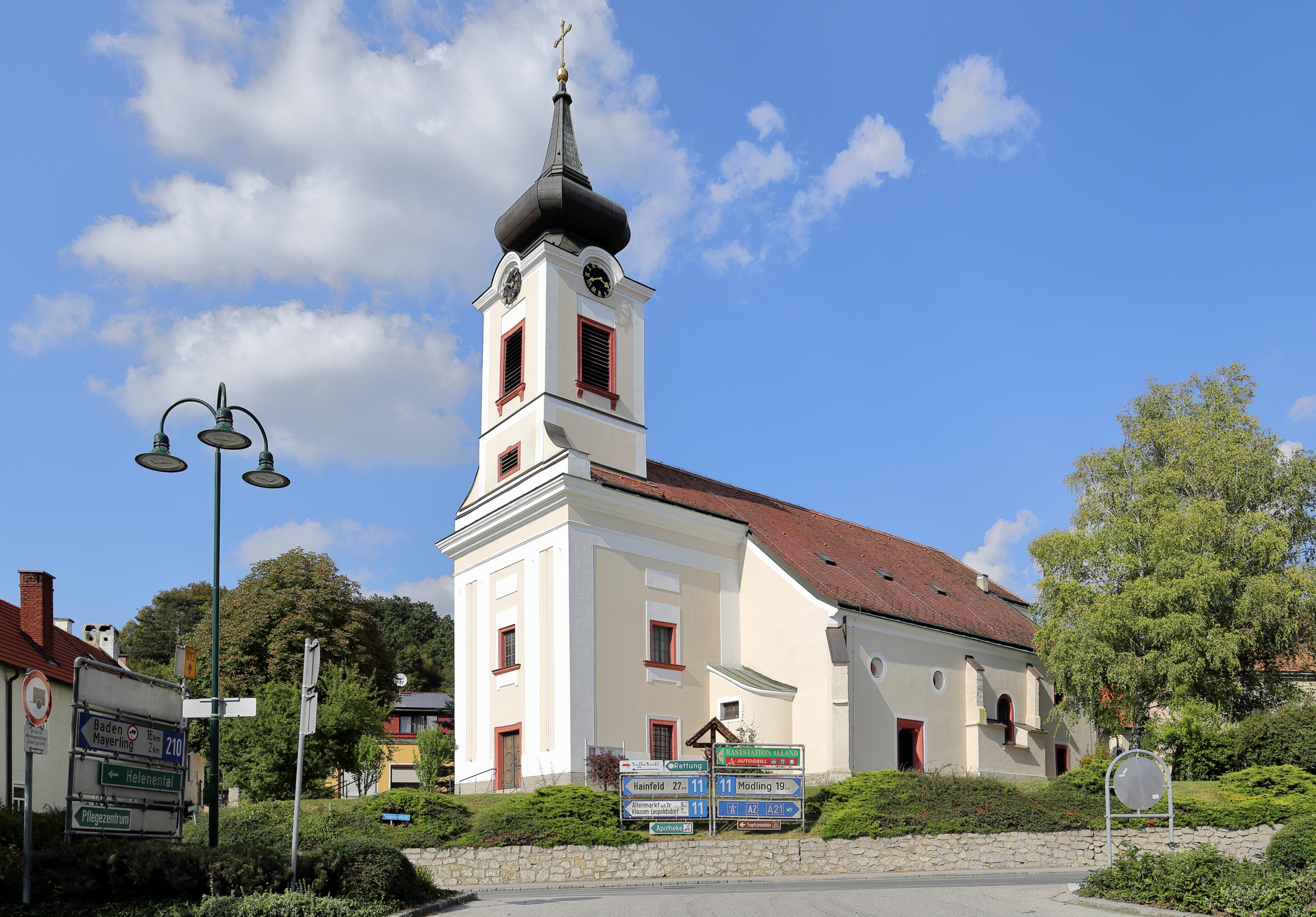
Церковь
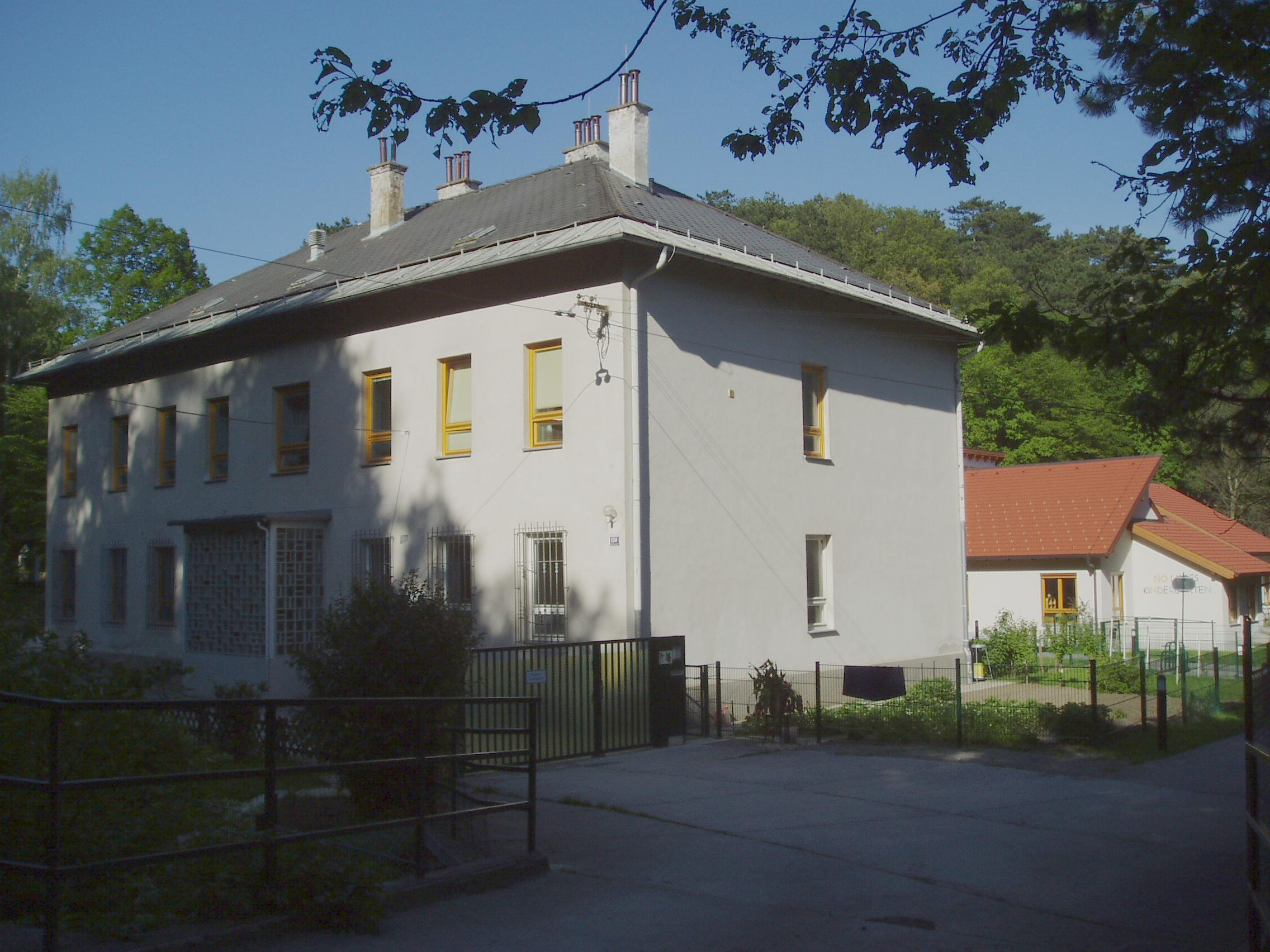

## Политическая ситуация
Бургомистр коммуны — Йохан Грунднер (АНП) по результатам выборов 2005 года.
Совет представителей коммуны (нем. Gemeinderat) состоит из 21 места.
- АНП занимает 15 мест.
- СДПА занимает 4 места.
- Партия BFA занимает 1 место.
- Партия ALL занимает 1 место.